# Denise Feierabend
Denise Feierabend (Engelberg, 15 de abril de 1989) es una deportista suiza que compitió en esquí alpino.
Participó en dos Juegos Olímpicos de Invierno, en los años 2014 y 2018, obteniendo una medalla de oro en Pyeongchang 2018, en la prueba de equipo mixto. 

## Palmarés internacional
| Juegos Olímpicos | Juegos Olímpicos            | Juegos Olímpicos | Juegos Olímpicos |
| Año              | Lugar                       | Medalla          | Prueba           |
| ---------------- | --------------------------- | ---------------- | ---------------- |
| 2018             | Pyeongchang (Corea del Sur) | Medalla de oro   | Equipo mixto     |